# Maji-da Abdi
Maji-da Abdi es una directora y productora de cine etíope. 

## Biografía
Abdi nació el 25 de  octubre de 1970 en Dire Dawa y vivió en Adís Abeba hasta los cuatro años. A raíz de la revolución de 1974, su madre, que se había divorciado de su padre, huyó con ella y su hermano a Nairobi, Kenia. Completó su educación primaria y la mayor parte de su educación secundaria en Kenia. A los 17 años, se mudó a Canadá con su familia para estudiar negocios. Después de graduarse, trabajó durante varios años en periodismo y producción cinematográfica.

## Carrera
Durante un viaje a Nepal en la década de 1990 conoció a Bernardo Bertolucci, quien estaba en el proceso de filmar Pequeño Buda, empezando a trabajar como pasante en el set. En 2001, regresó a Etiopía y dirigió su primer documental, The River That Divides, sobre la vida cotidiana de las etíopes durante la guerra entre Etiopía y Eritrea. El documental recibió un premio canadiense en la categoría derechos humanos. También en 2001, produjo el cortometraje The Father de Ermias Woldeamlak, que examina las relaciones familiares africanas. Trabajó con Abderrahmane Sissako como productora y diseñadora de vestuario en las películas Waiting for Happiness (2003) y Bamako (2006). En 2013, formó parte del jurado de cortometrajes y Cinéfondation en el Festival de Cine de Cannes.
En 2010, creó el festival de cine Images That Matter, el primero dedicado a los cortometrajes etíopes, tras finalmente recibir fondos del Ministerio de Cultura de Etiopía y Olivier Poivre d'Arvor. El primer festival, contó con talleres para capacitar a los jóvenes cineastas. Abdi mencionó que seis años antes del festival, el cine etíope iba a la zaga de la mayoría de los países, pero el nivel de producción estaba aumentando.